# Kabinett Sorsa III
Das Kabinett Sorsa III war das 62. Kabinett in der Geschichte Finnlands. Es wurde am 19. Februar 1982 vereidigt und amtierte bis zum 6. Mai 1983.
Beteiligte Parteien waren Sozialdemokraten (SDP), Zentrumspartei (KESK), Schwedische Volkspartei (RKP) und Volksdemokraten (SKDL). Ende 1982 schied die SKDL aus der Regierung aus und die Liberale Volkspartei (LKP) trat in die Regierung ein.

## Minister
| Ressort                                               | Name               | Partei     | Amtszeitbeginn     | Amtszeitende       |
| ----------------------------------------------------- | ------------------ | ---------- | ------------------ | ------------------ |
| Ministerpräsident                                     | Kalevi Sorsa       | SDP        | 19. Februar 1982   | 6. Mai 1983        |
| Stellvertretender Ministerpräsident                   | Ahti Pekkala       | KESK       | 19. Februar 1982   | 6. Mai 1983        |
| Minister im Büro des Ministerpräsidenten              | Mikko Jokela       | KESK       | 19. Februar 1982   | 6. Mai 1983        |
| Äußeres                                               | Pär Stenbäck       | RKP        | 19. Februar 1982   | 6. Mai 1983        |
| Justiz                                                | Christoffer Taxell | RKP        | 19. Februar 1982   | 6. Mai 1983        |
| Inneres                                               | Matti Ahde         | SDP        | 19. Februar 1982   | 6. Mai 1983        |
| Minister im Innenministerium                          | Mikko Jokela       | KESK       | 19. Februar 1982   | 6. Mai 1983        |
| Verteidigung                                          | Juhani Saukkonen   | KESK       | 19. Februar 1982   | 6. Mai 1983        |
| Finanzen                                              | Ahti Pekkala       | KESK       | 19. Februar 1982   | 6. Mai 1983        |
| Minister im Finanzministerium                         | Mauno Forsman      | SDP        | 19. Februar 1982   | 15. September 1982 |
| Minister im Finanzministerium                         | Jermu Laine        | SDP        | 15. September 1982 | 6. Mai 1983        |
| Minister im Außenministerium                          | Esko Rekola        | unabhängig | 19. Februar 1982   | 31. Dezember 1982  |
| Minister im Außenministerium                          | Arne Berner        | LKP        | 31. Dezember 1982  | 6. Mai 1983        |
| Bildung                                               | Kalevi Kivistö     | SKDL       | 19. Februar 1982   | 31. Dezember 1982  |
| Bildung                                               | Kaarina Suonio     | SDP        | 31. Dezember 1982  | 6. Mai 1983        |
| Minister im Bildungsministerium                       | Kaarina Suonio     | SDP        | 19. Februar 1982   | 31. Dezember 1982  |
| Minister im Bildungsministerium                       | Arvo Salo          | SDP        | 31. Dezember 1982  | 6. Mai 1983        |
| Land- und Forstwirtschaft                             | Taisto Tähkämaa    | KESK       | 19. Februar 1982   | 6. Mai 1983        |
| Minister im Ministerium für Land- und Forstwirtschaft | Jarmo Wahlström    | SKDL       | 19. Februar 1982   | 31. Dezember 1982  |
| Verkehr                                               | Jarmo Wahlström    | SKDL       | 19. Februar 1982   | 31. Dezember 1982  |
| Verkehr                                               | Reino Breilin      | SDP        | 31. Dezember 1982  | 6. Mai 1983        |
| Handel und Industrie                                  | Esko Ollila        | KESK       | 19. Februar 1982   | 6. Mai 1983        |
| Minister im Ministerium für Handel und Industrie      | Matti Ahde         | SDP        | 19. Februar 1982   | 6. Mai 1983        |
| Minister im Ministerium für Handel und Industrie      | Esko Rekola        | unabhängig | 19. Februar 1982   | 31. Dezember 1982  |
| Minister im Ministerium für Handel und Industrie      | Arne Berner        | LKP        | 31. Dezember 1982  | 6. Mai 1983        |
| Soziales und Gesundheit                               | Jacob Söderman     | SDP        | 19. Februar 1982   | 30. Juni 1982      |
| Soziales und Gesundheit                               | Vappu Taipale      | SDP        | 1. Juli 1982       | 6. Mai 1983        |
| Minister im Ministerium für Soziales und Gesundheit   | Matti Ahde         | SDP        | 19. Februar 1982   | 6. Mai 1983        |
| Minister im Ministerium für Soziales und Gesundheit   | Marjatta Väänänen  | KESK       | 19. Februar 1982   | 6. Mai 1983        |
| Arbeit                                                | Jouko Kajanoja     | SKDL       | 19. Februar 1982   | 31. Dezember 1982  |
| Arbeit                                                | Veikko Helle       | SDP        | 31. Dezember 1982  | 6. Mai 1983        |